# Claudi de Viena
|  | Per a altres significats, vegeu «Sant Claudi». |

Claudi de Viena (s. IV), fou un arquebisbe de Viena del Delfinat. És venerat com a sant per l'Església catòlica.

## Biografia
Només se'n sap que succeí a la seu Sant Pascasi de Viena, cap al 330, i que ordenà diaca el futur bisbe de Lió Just. En morir, fou succeït per Nectari, que en 350 ja és bisbe a un concili a Vaison.
Com molts dels primers bisbes de la diòcesi, és venerat com a sant, amb un culte local que no s'ha conservat al Martirologi romà general.